# IX Juegos Deportivos Centroamericanos
Los IX Juegos Deportivos Centroamericanos son un evento multideportivo que tuvieron lugar entre el 9 y 19 de abril de 2010. Las 23 disciplinas fueron repartidas en diversos escenarios de Panamá, como sede principal, y El Salvador, subsede. El evento fue postergado en dos ocasiones: en primera instancia estaba previsto a desarrollarse en San Pedro Sula en el mes de diciembre de 2009, pero sería cancelado por la crisis política en que se encontraba inmersa Honduras; y por segunda ocasión, cuando se había programado entre el 2 y 14 de marzo, a petición de Panamá por retrasos en la remodelación del Estadio Rommel Fernández donde se desarrollaron las pruebas de atletismo.
Asimismo, en el mes de noviembre de 2009, El Salvador descartó acoger cuatro eventos previamente asignados (patinaje, tiro con arco, squash y fisiculturismo) debido a problemas económicos del país aunado a los daños ocasionados en el territorio por las inundaciones de ese mes. No obstante, el 10 de enero de 2010, el presidente de la Organización Deportiva Centroamericana (ORDECA), Melitón Sánchez, anunció que el país albergaría las disciplinas.
Sin embargo, el cambio de fecha de los juegos provocó que la Unión Centroamericana de Fútbol comunicara a sus asociaciones que esta disciplina no participaría por interferir en la clasificación regional para los XXI Juegos Centroamericanos y del Caribe. Asimismo, Guatemala, previamente designada como subsede, renunció al evento en protesta por la decisión de posponer los juegos para abril. Como consecuencia de esta resolución, El Salvador, a través del Instituto Nacional de los Deportes de El Salvador, anunció también su retiro, aunque a través de su Comité Olímpico rectificó la decisión.
De acuerdo al comité organizador de los juegos, Panamá decidió albergar ocho deportes que estaban previstos a desarrollarse en Guatemala. Las competencias iniciaron el día 6 de abril y fueron ganadas por la delegación salvadoreña que obtuvo su tercera victoria en la historia de la justa regional.

## Sedes y disciplinas deportivas
- Panamá: atletismo, baloncesto, béisbol, balonmano, boxeo, ciclismo, ecuestre, gimnasia, halterofilia, judo, kárate, lucha, natación, racquetball, softbol, taekwondo, tenis de mesa, triatlón, y voleibol.[16]

- El Salvador: esgrima, fisiculturismo, remo, y tiro con arco.

- Sin sede (por retiro de Guatemala de la justa): ajedrez, bádminton, pentatlón moderno y tiro.

- Sin participación suficiente de atletas y/o problemas económicos: boliche, frontenis, hockey sobre césped, patinaje, tenis, y squash.[17][18]

## Ceremonia de apertura

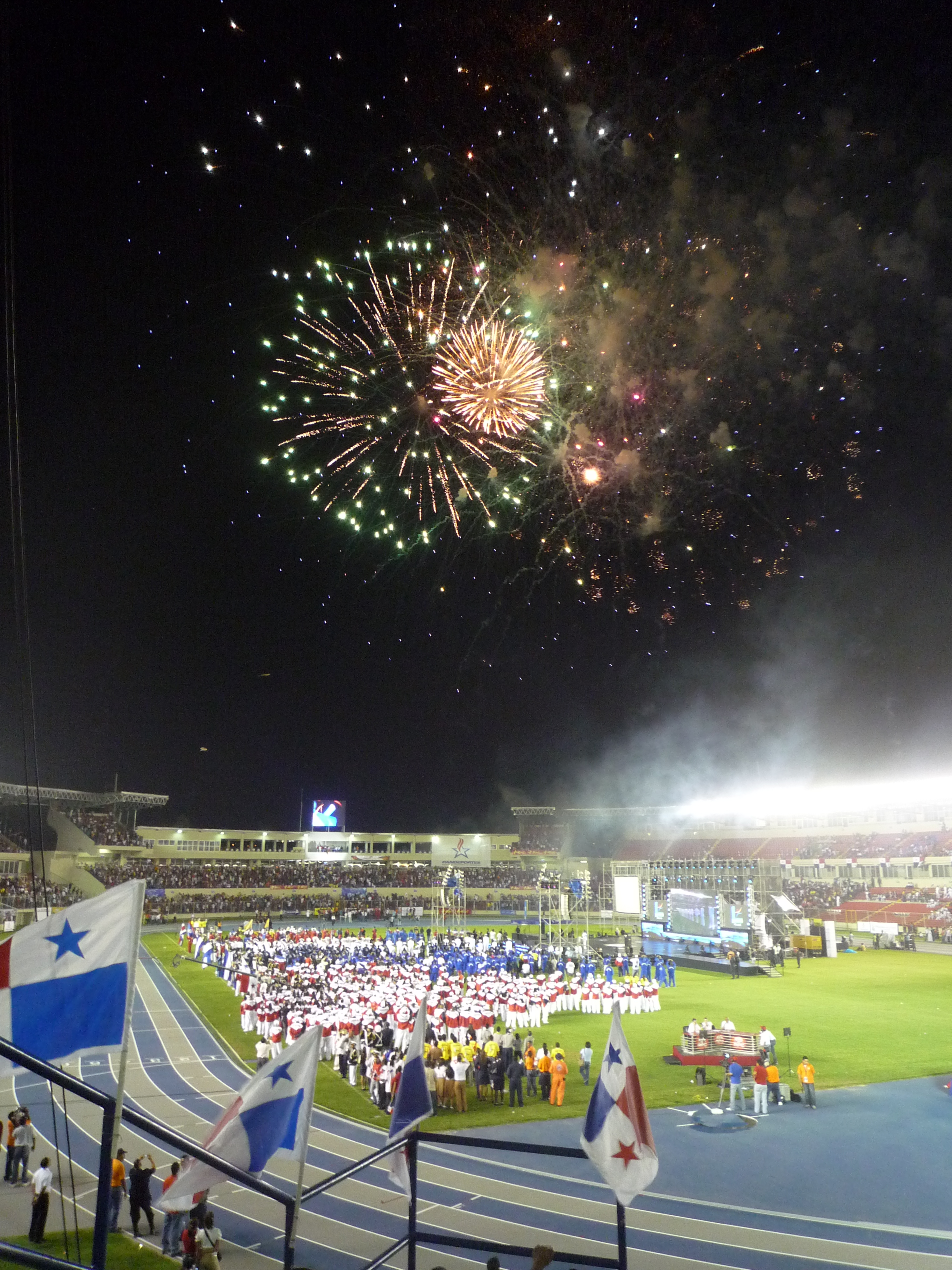
Inauguración de Juegos Deportivos Centroamericanos 2010.

Los juegos fueron inaugurados por el presidente panameño Ricardo Martinelli quien en su discurso destacó la realización del evento por primera vez en el país. El encendido del pebetero estuvo a cargo del exboxeador Roberto Durán, siendo precedido en el recorrido de la antorcha por los deportistas César Barría, Ramiro Mendoza, Davis Peralta y Eileen Coparropa.

## Ceremonia de clausura
Los juegos fueron clausurados por el ministro de la Presidencia de Panamá Demetrio Papadimitriu. También el presidente del comité organizador Edwin Cabrera emitió un discurso de agradecimiento. A la ceremonia se sumó un espectáculo musical a cargo de la cantante Margarita Henríquez.

## Marcas relevantes

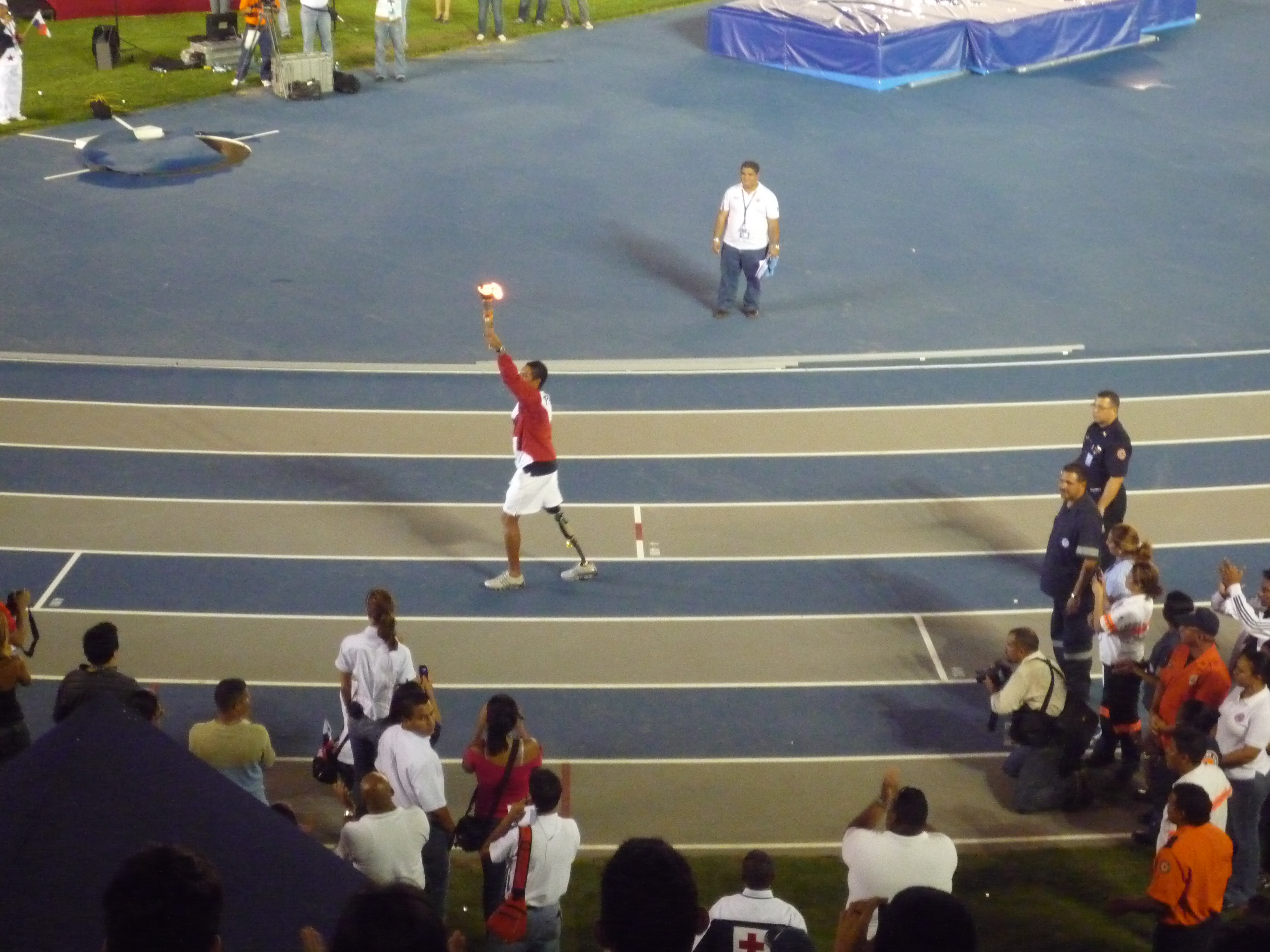
César Barría al inicio del recorrido con la llama olímpica.

- El luchador panameño Leonardo González obtuvo su quinta medalla de oro consecutiva en Juegos Centroamericanos.[23]
- El equipo masculino nicaragüense de baloncesto conquistó su primera medalla de oro en la historia del evento regional.[24]
- Hasta el día 16 de abril, la atleta panameña Andrea Ferris logró imponer la mejor marca a nivel mundial en el transcurso del año 2010 durante la prueba de 800 m planos (2:2,52).[25] La plusmarca mundial pertenece a Jarmila Kratochvílová con un tiempo de 1:53,28.[26] Ferris también consiguió preseas doradas en 1500 m y 3000 m con obstáculos.[27][28]
- El atleta nicaragüense Rigoberto Calderón impuso una marca regional al lograr su sexta medalla de oro consecutiva en Juegos Centroamericanos en la prueba de lanzamiento de jabalina.[29][30]
- La nadadora salvadoreña Pamela Benítez alcanzó la cantidad de ocho medallas de oro y una de plata en la justa regional.[31]

## Medallero

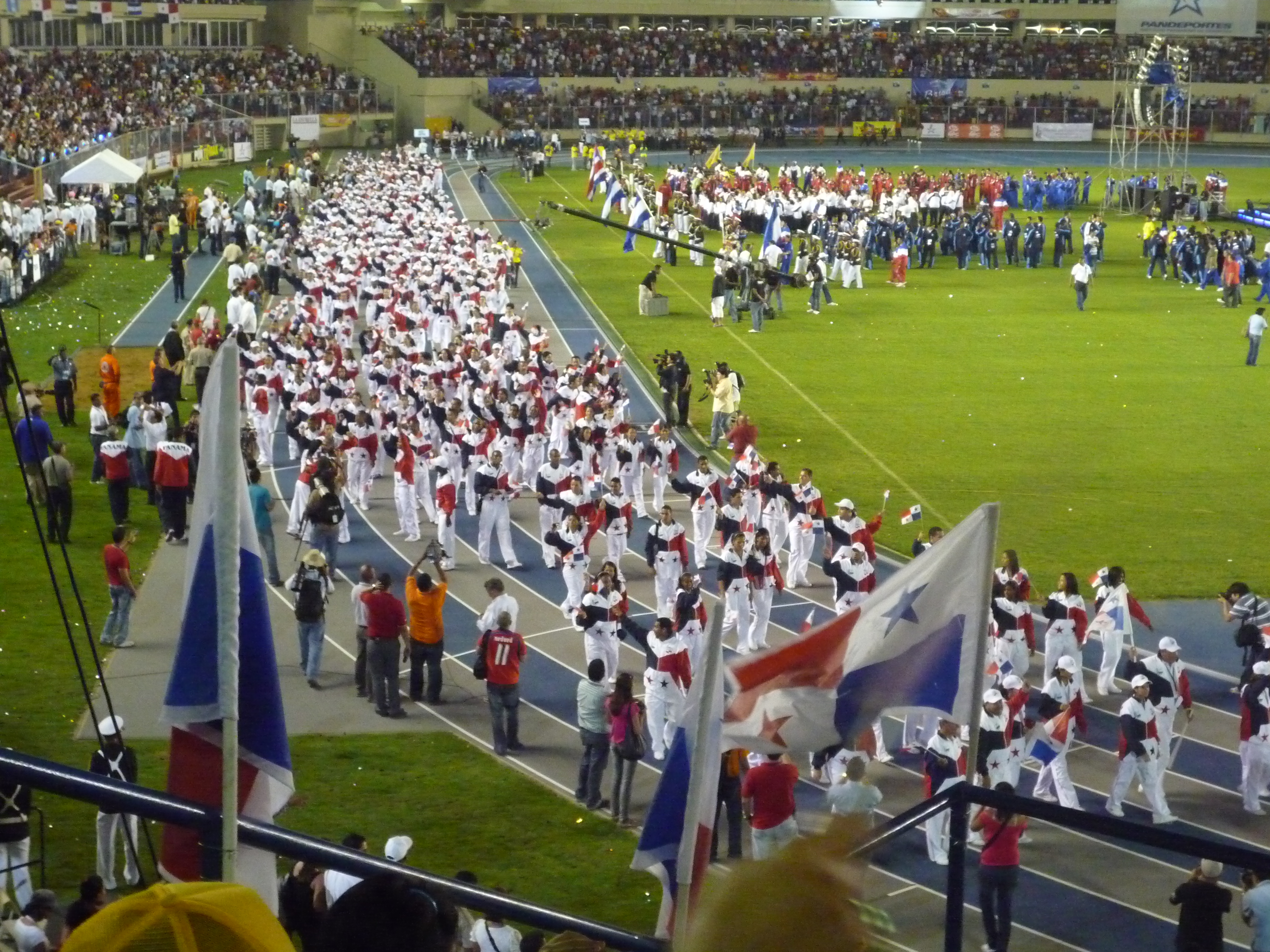
Delegación panameña.

| Núm. | País        | Oro | Plata | Bronce | Total |
| ---- | ----------- | --- | ----- | ------ | ----- |
| 1    | El Salvador | 124 | 64    | 65     | 253   |
| 2    | Costa Rica  | 66  | 72    | 69     | 207   |
| 3    | Panamá      | 58  | 78    | 75     | 211   |
| 4    | Nicaragua   | 24  | 44    | 79     | 147   |
| 5    | Honduras    | 20  | 36    | 54     | 110   |
| 6    | Belice      | 4   | 3     | 1      | 8     |
|      | TOTAL       | 296 | 297   | 343    | 936   |

## Críticas
La decisión de postergar el evento por segunda vez fue votado en contra por las representaciones de Costa Rica, Guatemala y El Salvador. Eduardo Palomo, presidente del Comité Olímpico de El Salvador, expresó que el cambio complicaría otros compromisos internacionales de los atletas salvadoreños. Asimismo, el presidente del Comité Olímpico Nacional de Costa Rica, Henry Núñez, aseveró también el problema de modificar el calendario de preparación de los deportistas. Por su parte, el Comité Olímpico Guatemalteco exteriorizó la declinación para ser sede y de paso su participación en los juegos, pues las federaciones y atletas guatemaltecos no compartieron decisión de ORDECA de posponer las competencias.
| Predecesor: VIII Juegos Deportivos Centroamericanos | IX Juegos Deportivos Centroamericanos 2010 | Sucesor: San José 2013 |